# Campeonato Europeo de Duatlón de Larga Distancia
El Campeonato Europeo de Duatlón Larga Distancia fue una competición europea de duatlón de larga distancia organizada por la Unión Europea de Triatlón (ETU) en cinco ocasiones entre los años 2012 y 2016.
Posteriormente, la ETU decidió organizar un Campeonato Europeo de Duatlón de Media Distancia, que se realiza desde el año 2017.

## Ediciones
| N.º | Año  | Sede              | País         |
| --- | ---- | ----------------- | ------------ |
| I   | 2012 | Horst aan de Maas | Países Bajos |
| II  | 2013 | Horst aan de Maas | Países Bajos |
| III | 2014 | Horst aan de Maas | Países Bajos |
| IV  | 2015 | Horst aan de Maas | Países Bajos |
| V   | 2016 | Copenhague        | Dinamarca    |

## Palmarés

### Masculino
| N.º | Año  | Sede                                | Oro                               | Plata                             | Bronce                      |
| --- | ---- | ----------------------------------- | --------------------------------- | --------------------------------- | --------------------------- |
| I   | 2012 | Horst aan de Maas · ( Países Bajos) | Joerie Vansteelant · Bélgica      | Anthony Le Duey Francia           | Pieter Rijnders · Bélgica   |
| II  | 2013 | Horst aan de Maas · ( Países Bajos) | Bart Aernouts · Bélgica           | Rob Woestenborghs · Bélgica       | Andy Sutz · Suiza           |
| III | 2014 | Horst aan de Maas · ( Países Bajos) | Rob Woestenborghs · Bélgica       | Kenneth Vandendriessche · Bélgica | Yannick Cadalen Francia     |
| IV  | 2015 | Horst aan de Maas · ( Países Bajos) | Kenneth Vandendriessche · Bélgica | Daniel Formela · Polonia          | Rob Woestenborghs · Bélgica |
| V   | 2016 | Copenhague ( Dinamarca)             | Kenneth Vandendriessche · Bélgica | Seppe Odeyn · Bélgica             | Yannick Cadalen Francia     |

### Femenino
| N.º | Año  | Sede                                | Oro                      | Plata                        | Bronce                       |
| --- | ---- | ----------------------------------- | ------------------------ | ---------------------------- | ---------------------------- |
| I   | 2012 | Horst aan de Maas · ( Países Bajos) | Lucy Gossage Reino Unido | Eva Nyström · Suecia         | Susanne Svendsen Dinamarca   |
| II  | 2013 | Horst aan de Maas · ( Países Bajos) | Lucy Gossage Reino Unido | Eva Nyström · Suecia         | Jenny Schulz · Alemania      |
| III | 2014 | Horst aan de Maas · ( Países Bajos) | Jenny Schulz · Alemania  | Sabrina Godard Francia       | Susanne Svendsen Dinamarca   |
| IV  | 2015 | Horst aan de Maas · ( Países Bajos) | Laura Hrebec · Suiza     | Sara Dossena · Italia        | Maja Stage Nielsen Dinamarca |
| V   | 2016 | Copenhague ( Dinamarca)             | Nina Brenn · Suiza       | Maja Stage Nielsen Dinamarca | Susanne Svendsen Dinamarca   |

## Medallero
- Actualizado a Copenhague 2016 (prueba élite individual).[1]

| Núm. | País        | Oro | Plata | Bronce | Total |
| ---- | ----------- | --- | ----- | ------ | ----- |
| 1    | Bélgica     | 5   | 3     | 2      | 10    |
| 2    | Suiza       | 2   | 0     | 1      | 3     |
| 3    | Reino Unido | 2   | 0     | 0      | 2     |
| 4    | Alemania    | 1   | 0     | 1      | 2     |
| 5    | Francia     | 0   | 2     | 2      | 4     |
| 6    | Suecia      | 0   | 2     | 0      | 2     |
| 7    | Dinamarca   | 0   | 1     | 4      | 5     |
| 8    | Italia      | 0   | 1     | 0      | 1     |
| 8    | Polonia     | 0   | 1     | 0      | 1     |
|      | TOTAL       | 10  | 10    | 10     | 30    |